# Józefów (gmina w województwie warszawskim)
Józefów (do 14 V 1951 Falenica Letnisko; od 1 VII 1952 dzielnica Józefów) – dawna gmina wiejska istniejąca w latach 1951–1952 w warszawskim (dzisiejsze woj. mazowieckie). Siedzibą gminy był Józefów (wówczas wieś letniskowa).

## Historia
Gmina Józefów została utworzona w dniu 15 maja 1951 w woj. warszawskim, w powiecie warszawskim, w związku z włączeniem większej części obszaru gminy Falenica Letnisko do Warszawy i równoczesnym przekształceniu obszaru, który nie wszedł w skład Warszawy w gminę Józefów z siedzibą w Józefowie. Gminę Józefów utworzyły gromady:
- Dębinka,
- Józefów,
- Michalin (główna część[2]) z włączoną do niej mniejszą częścią[3] gromady Falenica[4],
- Nowa Wieś z włączoną do niej mniejszą częścią[5] gromady Błota[4],
- Rycice,
- Świder,
- Świdry Małe i
- Zamlądz,
- oraz lesista (niezamieszkana) część gromady Zbójna Góra[6], którą równocześnie wyłączono z gminy Józefów i włączono do gminy Sulejówek[7], gdzie została zespojona z gromadą Stara Miłosna[8].

1 lipca 1952 do gminy Józefów przyłączono:
- niezabudowaną część gromady Świdry Wielkie z gminy Karczew (przekształconej równocześnie w dzielnicę Karczew[9])[10], którą włączono do gromady Dębinka w gminie Józefów[11].

1 lipca 1952 z gminy Józefów wyłączono natomiast:
- gromadę Świder
- gromadę Zamlądz oraz
- część gromady Rycice (na południe od osi rzeki Świder), które włączono do miasta Otwock[12].

Po zmianach tych (1 lipca 1952), w następstwie likwidacji powiatu warszawskiego, gminę Józefów przeniesiono do nowo utworzonego powiatu miejsko-uzdrowiskowego Otwock, gdzie została przekształcona w jedną z jego ośmiu jednostek składowych – dzielnicę Józefów.

## Zmiany terytorialne
| Miejscowość                       | 1867-01-13 | 1925-01-01     | 1933-12-09     | 1939-04-01     | 1951-05-15            | 1952-07-01               |
| --------------------------------- | ---------- | -------------- | -------------- | -------------- | --------------------- | ------------------------ |
| Błota, Kolonia                    | Zagóźdź    | Zagóźdź        | Zagóźdź        | Falenica Letn. | Józefów               | Józefów (dz)             |
| Dębinka                           | Zagóźdź    | Zagóźdź        | Zagóźdź        | Falenica Letn. | Józefów               | Józefów (dz)             |
| Emilianów                         | Zagóźdź    | Falenica Letn. | Falenica Letn. | Falenica Letn. | Józefów               | Józefów (dz)             |
| Jarosław                          | Wiązowna   | Falenica Letn. | Falenica Letn. | Falenica Letn. | Józefów               | Józefów (dz)             |
| Józefów                           | Zagóźdź    | Falenica Letn. | Falenica Letn. | Falenica Letn. | Józefów               | Józefów (dz)             |
| Michalin                          | Wiązowna   | Falenica Letn. | Falenica Letn. | Falenica Letn. | Józefów               | Józefów (dz)             |
| Nowa Wieś                         | Zagóźdź    | Zagóźdź        | Zagóźdź        | Falenica Letn. | Józefów               | Józefów (dz)             |
| Rycice                            | Wiązowna   | Wiązowna       | Wiązowna       | Falenica Letn. | Józefów               | Józefów (dz)             |
| Świder (Wille Świderskie)         | Karczew    | Falenica Letn. | Falenica Letn. | Falenica Letn. | Józefów               | Otwock (m)               |
| Świdry Małe                       | Zagóźdź    | Zagóźdź        | Zagóźdź        | Falenica Letn. | Józefów               | Józefów (dz)             |
| Świdry Wielkie, cz. niezabudowana | Karczew    | Karczew        | Karczew        | Karczew        | Karczew               | (Józefów →) Józefów (dz) |
| Zamlądz                           | Wiązowna   | Wiązowna       | Wiązowna       | Falenica Letn. | Józefów               | Otwock (m)               |
| Zbójna Góra, cz. lesista          | Zagóźdź    | Falenica Letn. | Falenica Letn. | Falenica Letn. | (Józefów →) Sulejówek | Sulejówek (dz)           |